# ليبهير T 282B
تعتبر شاحنة ليبهير T282 من أضخم ما أنتجت مصانع العملاق الألماني ليبهير وهي تستعمل في الأشغال العمومية الكبرى والمناجم فحجمها الكبير يسمح لها باستعاب حمولة تصل إلى 400 طن

## المعلومات التقنية
- -وزن الشاحنة الإجمالي :600 طن
- -وزن الحمولة الصافية: 363 طن
- -وزن الشاحنة فارغة:237 طن
- -السرعة القصوى:64 كم / ساعة

## أبعاد
- - الطول الإجمالي: 47.6 ألف قدم في 14500 ملم
- -العرض: 29.5 ملم في 8990
- -الطول 25.7 قدم في 7840 ملم
- - قاعدة العجلات: 21.5 قدم في 6550 ملم
- -الارتفاع عن الأرض 4.6 قدم عام 1390 ملم
- -الارتفاع عند تفريغ 48.9 ملم 14900
- - الارتفاع عن الأرض 5.4 قدم في 1650 ملم

## قرأ ايضاً
- مجموعة ليبهير
- شركة كاتربيلر

## وصلات خارجية
- الموقع الرسمي - Liebherr-International Deutschland GmbH